# Женщины против мужчин
«Женщины против мужчин» — российский комедийный фильм, вышедший в прокат 1 апреля 2015 года, премьера фильма состоялась 5 марта того же года. Фильм является режиссёрским дебютом для шоумена и юмориста Таира Мамедова, он также выступил в качестве автора сценария и сыграл в фильме одну из эпизодических ролей.

## Сюжет
Закадычные друзья Вадим, Костя и Максим знают друг друга ещё со школьных времен, Соня, Кристина и Злата также знакомы очень давно. В старшей школе обе компании соперничали между собой, стараясь разыграть оппонентов как можно более изощренно, не гнушаясь откровенно злых и унизительных приколов. Судьба повернулась таким образом, что бывшие противники празднуют тройную свадьбу. Хотя от традиции подкалывать друг друга никто не отказался. Три пары молодоженов отправляются в свадебное путешествие на солнечную Кубу. Из-за ошибки вместо трех вилл были зарезервированы только две. В одну селятся мужчины, а в другую — женщины. Именно это обстоятельство становится началом новой войны между компаниями, каждая из которых старается насолить другой как можно сильнее и обиднее. Противостояние только накаляется, когда объявляют конкурс, победители которого получают дополнительную неделю бесплатного отдыха.

## В ролях
| Актёр               | Роль                |
| ------------------- | ------------------- |
| Роман Юнусов        | Максим              |
| Денис Косяков       | Вадим               |
| Александр Головин   | Константин          |
| Мария Кравченко     | София               |
| Настасья Самбурская | Злата               |
| Наталья Рудова      | Кристина            |
| Олег Верещагин      | Карлос              |
| Карен Манташян      |                     |
| Александр Шаляпин   | ведущий конкурса    |
| Сергей Жуков        | камео               |
| Таир Мамедов        | портье Хуан         |
| Андрей Заводюк      | отец Кости          |
| Светлана Тульская   | ведущая экскурсии   |
| Алексей Рязанцев    | директор школы      |
| Марина Кондратьева  | регистратор в ЗАГСе |
| Владимир Яворский   |                     |
| Павел Кравц         |                     |

## Съёмки
Съёмки фильма проходили на Кубе в 2014 году, место съемок — отель «Paradisus Rio de Oro 5».
В сентябре 2014 года на «КиноЭкспо» состоялась презентация фильма.
30 марта 2015 года в кинотеатре «Синема Стар» состоялся закрытый показ фильма.

## Съёмочная группа
- Авторы сценария — Таир Мамедов, Сергей Нежданов и Леонид Марголин
- Режиссер-постановщик — Таир Мамедов
- Оператор-постановщик — Антон Зенкович
- Художник-постановщик — Давид Дадунашвили
- Композитор — Денис Суров
- Художник по гриму — Евгения Зайковская
- Художник по костюмам — Оксана Шевченко
- Звукорежиссер на площадке — Максим Молотков
- Звукорежиссер перезаписи — Василий Крачковский
- Режиссер — Алексей Смоляр
- Оператор — Владимир Политик
- Режиссер монтажа — Георгий Исаакян
- Бригадир массовки — Алексей Кузнецов
- Директор фильма — Олег Цой
- Кастинг-директор — Юлия Жаркова
- Исполнительные продюсеры — Макс Олейников и Даниил Шаповалов
- Музыкальный продюсер — Арташес Андреасян
- Продюсеры — Сарик Андреасян, Гевонд Андреасян и Владимир Поляков

## Премьера на ТВ
Премьера фильма состоялась 8 сентября 2015 года на телеканале «ТНТ».

## Критика
Евгений Ухов (Фильм.ру):
«Лишённая любой оригинальности, переполненная самыми сальными и жёсткими шутками комедия рассчитана только на самую железобетонную аудиторию „Что творят мужчины“ и „Острова везения“. Остальным на просмотре может поплохеть».
По словам Юнны Зузенковой («Наша газета»):
«Несмотря на то, что фильм снимал выходец из „Камеди Клаба“, в картине „Женщины против мужчин“ практически нет юмора ниже пояса или того, что называют „туалетным“ юмором. Этот фильм вряд ли запомнится надолго, он скорее относится к разряду одноразовых, которые развлекают, заставляют искренне посмеяться, но тут же забываются».

## Факты
- В начале фильма, в эпизоде дискотеки на выпускном 1999 года герой Максим находит в ящике аудиокассету с альбомом группы «Руки Вверх!» «Сделай еще громче!» 1998 года, можно заметить, что в ящике кроме этой аудиокассеты находятся другие, такие как — сборники «Союз 20» и «Дискотека в стиле Руки Вверх!», некоторые выпуски которого в то время еще не существовали и др. Этот эпизод является киноляпом.
- В одном из эпизодов фильма упоминается о песне группы «Руки Вверх!» «Лишь о тебе мечтая» 1998 года, Максим произносит фразу: «Я вспомнил! 6-й альбом, 11-й трек!», эта песня содержится только во втором альбоме «Сделай погромче!».
- В конце фильма рядом с титрами кубинское трио «Ecos» исполняет кавер-версию песни «Лишь о тебе мечтая» под гитару[12].